# SC Germania Mönchzell 1933
Der SC Germania Mönchzell 1933 e. V. war ein deutscher Sportverein mit Sitz im Meckesheimer Ortsteil Mönchzell im baden-württembergischen Rhein-Neckar-Kreis.

## Geschichte

### Gründung und Zeit in der 1. Amateurliga
Nach der Gründung im Jahr 1933 stieg die erste Fußball-Mannschaft zur Saison 1972/73 in die 1. Amateurliga Nordbaden auf. Mit 18:42 Punkten musste der Verein aber gleich nach einer Saison über den 16. und damit letzten Platz direkt wieder in die 2. Amateurliga absteigen. Ein weiterer Aufstieg gelang dann noch einmal zur Saison 1975/76, jedoch war hier auch mit 21:39 Punkten bereits nach einer Saison über den 15. Platz wieder Schluss mit Amateurliga. Zur Saison 1977/78 stieg der Verein dann nochmal in die aus der 1. Amateurliga entstandene Badenliga auf. In dieser Saison platzierte sich der Verein mit 20:40 Punkten auf dem 14. Platz. Zur nächsten Saison wurde dann statt der Badenliga die drittklassige Oberliga Baden-Württemberg eingeführt. Bedingt durch die Platzierung spielte die Mannschaft dann ab der darauffolgenden Saison in der neuen viertklassigen Verbandsliga Nordbaden.

### Niedergang bis in die Kreisliga
Aus dieser stieg Mönchzell mit 21:39 Punkten dann aber auch direkt weiter in die Landesliga Rhein-Neckar ab. Dort konnte die Saison 1978/80 dann mit 32:28 Punkten auf dem fünften Platz abgeschlossen werden. Nach dem 13. Platz mit 22:38 Punkten in der Saison 1983/84 stand der Abstieg aus der Landesliga in die Bezirksliga Heidelberg fest. Die Saison 1984/85 schloss die Mannschaft dann mit 23:29 Punkten dort auf dem 10. Platz ab. Nach zwei Vizemeisterschaften in Folge gelang dann nach der Saison 1987/88 schlussendlich mal wieder mit 37:15 Punkten ein Meistertitel, mit welchem der Verein auch wieder in die Landesliga aufsteigen durfte. Dort konnte sich die Germania mit 29:31 Punkten über den neunten Platz dann auch halten. Von da an sollte der Verein aber immer gegen den Abstieg anzukämpfen haben. Nach der Saison 1992/93 ging es dann mit 5:55 Punkten über den 16. und damit letzten Platz wieder zurück in die Bezirksliga. In der Bezirksliga wurde der SC dann direkt weiter durchgereicht und musste mit 3:57 erneut als Tabellenletzter ein weiteres Mal absteigen.

### Rückkehr in die Bezirksliga
In der Kreisliga A Heidelberg schloss man dann mit 27:33 Punkten auf dem 12. Platz die Saison 1994/95 ab. Nach der Saison 1997/98 gelang dann von hier aus mit 73 Punkten die Meisterschaft in der Kreisliga. Mit 72 Punkten konnte sich die Mannschaft dann nach der Saison 1998/99 mit 72 Punkten gleich auf dem zweiten Platz der Bezirksliga platzieren. Dadurch war der Verein dann auch berechtigt an der Aufstiegsrelegation teilzunehmen. Dort unterlag man jedoch mit 0:2 dem ASV Feudenheim. Nach der Saison 1999/2000 gelang dann ein weiteres Mal mit 73 Punkten der zweite Platz. In der Relegation scheiterte die Mannschaft dann aber erneut, dieses Mal am Türkspor Mannheim. In den darauf folgenden Spielzeiten konnte der Verein dann jedoch nicht mehr vorne mitspielen und musste nach der Saison 2002/03 dann mit nur 12 Punkten auch wieder in die Kreisliga absteigen. Hier wurde dann die nächste Saison mit 46 Punkten auf dem sechsten Platz abgeschlossen. Aus dieser Liga wurde dann zur Saison 2004/05 die Kreisklasse aus der Mönchzell mit 62 Punkten über den zweiten Platz aber auch direkt wieder zurück in die Kreisliga aufsteigen konnte.

### Ende in der Kreisklasse
Dort sollte man sich jedoch wieder nur eine Saison lang halten können und stieg mit 19 Punkten über den letzten Platz direkt wieder ab. In der Kreisklasse gelang dann mit 43 Punkten nach der Saison 2006/07 auf dem 12. Platz dann auch nur eine Platzierung im unteren Mittelfeld. Auch aus dieser ging es dann nach der Saison 2007/08 mit 28 Punkten und dem 16. Platz weiter nach unten. In der Kreisklasse B ging es dann auch nochmal ein weiteres Mal nach unten, dieses Mal mit 34 Punkten über den 15. Platz.
In der untersten Spielklasse angekommen, setzte der Verein der langen Talfahrt ein Ende und ging bedingt durch eine Fusion mit der Fußball-Abteilung des TSV Meckesheim in den neugegründeten FC Germania Meckesheim-Mönchzell auf.

## Nachfolgeverein
Nach der Fusion mit den Fußballern des TSV in den neuen FC Germania Meckesheim-Mönchzell, gelang gleich in der ersten Saison mit 71 Punkten dank besserem Torverhältnis vor zweiten Mannschaft der SpVgg Neckargmünd die Meisterschaft in der Kreisklasse C Heidelberg Nordost. In der Kreisklasse B platzierte sich der FC dann nach der Saison 2010/11 mit 37 Punkten auf dem 11. Platz der Tabelle. Nach der Saison 2012/13 reichte es für die Mannschaft dann nur noch mit 27 Punkten für den 14. Platz, womit die Mannschaft in die Relegation musste. Dort traf man dann auf die SG Rockenau, gegen welche die Mannschaft 0:3 verlieren sollte, damit musste der Verein wieder zurück in die Kreisklasse C absteigen. Nach der Saison 2014/15 gelang dann schließlich mit 73 Punkten und dem zweiten Platz auch hier die Teilnahme an der Aufstiegsrelegation. Nach Hin- und Rückspiel unterlag man jedoch mit 2:5 n. E. darin dann dem FC 1986 Sandhausen. Ein weiterer zweiter Platz konnte dann nach der Saison 2017/18 eingefahren werden. Mit einer 5:6 n. E. Niederlage gegen die zweite Mannschaft der SG ASV/DJK Eppelheim musste man ein weiteres Mal den kürzeren ziehen. Nach der Saison 2018/19 gelang dann jedoch endlich wieder die Meisterschaft und der FC durfte ohne Relegation in die Kreisklasse B aufsteigen. Dort spielt die Mannschaft auch noch bis heute.